# Ninel Krutova
Ninel Vasilievna Krutova (russe : Нинель Васильевна Крутова-Беззаботнова), née le 3 janvier 1926 à Kiev alors dans la République socialiste soviétique d'Ukraine, est une ancienne plongeuse soviétique, médaillée olympique en 1960.

## Carrière
Aux Jeux olympiques d'été de 1960, elle remporte la médaille de bronze du plongeon de haut-vol à 10 m derrière l'Est-Allemande Ingrid Krämer et l'Américaine Paula Myers-Pope.